# Musée de l'ancien Vaasa
Le musée de l'ancien Vaasa (finnois : Vanhan Vaasan museo) est un musée situé dans la maison Wasastjerna du quartier Vanha Vaasa de Vaasa en Finlande.

## Description

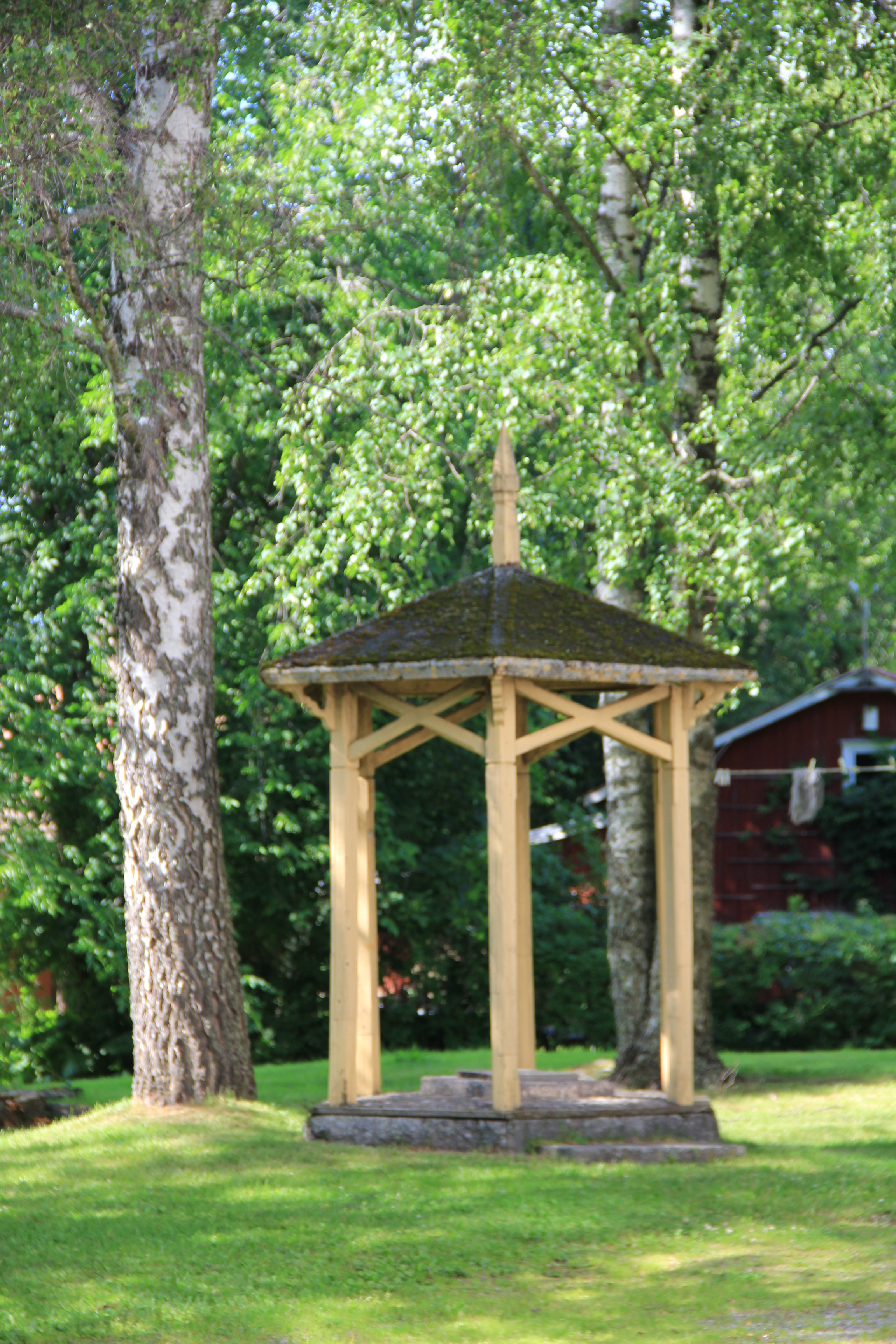
Belvedère dans le jardin du musée.

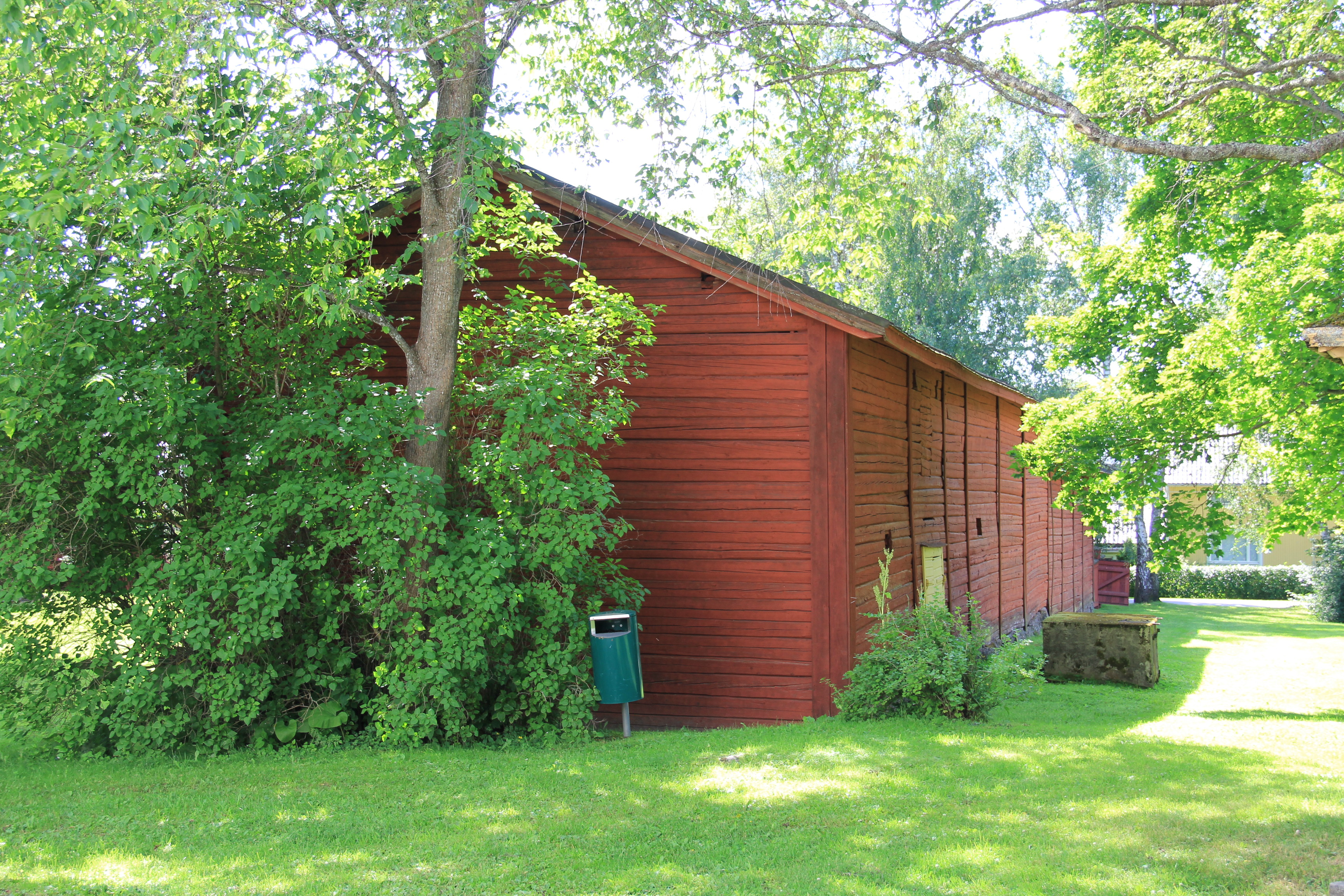
Entrepôt du musée.

Le musée expose l'histoire de Vaasa avant l'incendie de 1852, qui a détruit la majeure partie de la ville de Vaasa.
Les salles du musée sont décorées dans le style d'une maison bourgeoise des XVIIIe et XIXe siècles avec des meubles d'époque et des objets et ornements préservés de l'incendie. La maquette de la ville, le bureau de l'armateur et la poste racontent aussi la vie des années passées.
Le premier étage présente la période du Grand-duché de Finlande et les meubles et intérieurs de style Empire et Biedermeier de l'époque. 
Au même étage se trouve un bureau d'armateur du XIXe siècle, reflétant les activités de Carl Gustaf Wolff, marchand et armateur de la ville.
Le deuxième étage présente la période de la domination suédoise.
Les chambres sont décorées dans un style du XVIIIe siècle, le style gustavien nommé selon Gustave III. 
Dans une pièce décorée en salle à manger, Abraham Falander a reçu l'entourage du roi Gustave IV Adolphe le 19 juillet 1802, lorsque le roi a visité l'Ostrobotnie.
La pièce latérale est décorée comme une chambre avec des lits gigognes et des miroirs. 
Il y a aussi une chambre à l'étage, décorée avec des meubles de la famille Malander.

## Les musées municipaux de Vaasa
Les musées municipaux de Vaasa sont: le musée d'Art moderne Kunts, le musée de l'Ostrobotnie , la maison d'Art de Tikanoja, la galerie d'Art de Vaasa et le musée de l'ancien Vaasa.